# Canton de Rambervillers
Le canton de Rambervillers était, jusqu'en 2015, une division administrative française, située dans le département des Vosges et la région Lorraine.

## Composition
Le canton de Rambervillers groupait 29 communes et comptait 12 995 habitants (recensement de 2006 sans doubles comptes) :
| Communes                   | Population (2012) | Code postal | Code Insee |
| -------------------------- | ----------------- | ----------- | ---------- |
| Anglemont                  | 173               | 88700       | 88008      |
| Autrey                     | 308               | 88700       | 88021      |
| Bazien                     | 84                | 88700       | 88042      |
| Brû                        | 604               | 88700       | 88077      |
| Bult                       | 287               | 88700       | 88080      |
| Clézentaine                | 216               | 88700       | 88110      |
| Deinvillers                | 55                | 88700       | 88127      |
| Domptail                   | 295               | 88700       | 88153      |
| Doncières                  | 149               | 88700       | 88156      |
| Fauconcourt                | 125               | 88700       | 88168      |
| Hardancourt                | 44                | 88700       | 88230      |
| Housseras                  | 466               | 88700       | 88253      |
| Jeanménil                  | 1058              | 88700       | 88251      |
| Ménarmont                  | 48                | 88700       | 88298      |
| Ménil-sur-Belvitte         | 308               | 88700       | 88301      |
| Moyemont                   | 221               | 88700       | 88318      |
| Nossoncourt                | 106               | 88700       | 88333      |
| Ortoncourt                 | 80                | 88700       | 88338      |
| Rambervillers              | 5714              | 88700       | 88367      |
| Romont                     | 346               | 88700       | 88395      |
| Roville-aux-Chênes         | 377               | 88700       | 88402      |
| Saint-Benoît-la-Chipotte   | 404               | 88700       | 88412      |
| Sainte-Barbe               | 281               | 88700       | 88410      |
| Saint-Genest               | 127               | 88700       | 88416      |
| Saint-Gorgon               | 375               | 88700       | 88417      |
| Saint-Maurice-sur-Mortagne | 178               | 88700       | 88425      |
| Saint-Pierremont           | 159               | 88700       | 88432      |
| Vomécourt                  | 266               | 88700       | 88521      |
| Xaffévillers               | 141               | 88700       | 88527      |

## Représentation

### Conseillers généraux de 1833 à 2015
| Période           | Identité                                            | Parti                    | Qualité |
| ----------------- | --------------------------------------------------- | ------------------------ | --- |
| 1833-1836         | Jean Masson                                         |                          | Propriétaire, conseiller à la Cour royale de Nancy                                                                                              |
| 1836-1845         | François Bourion                                    |                          | Maître de forges Maire de Rambervillers |
| 1845-1848 (décès) | Sébastien Deguerre                                  |                          | Médecin Adjoint au Maire de Rambervillers, conseiller d'arrondissement                                                                          |
| 1848-1867         | Baron Louis de Ravinel                              | Légitimiste              | Avocat, propriétaire Maire de Nossoncourt Député (1849-1867)                                                                                    |
| 1867-1871         | Baron Charles de Ravinel (fils de Louis de Ravinel) | Légitimiste              | Maire de Nossoncourt |
| 1871-1874         | Joseph Tardieu                                      | Républicain              | Capitaine d'artillerie |
| 1874-1877         | Baron Charles de Ravinel                            | Légitimiste              | Maire de Nossoncourt - Député (1871-1876) |
| 1877-1889         | Léon Pernet                                         | Républicain              | Négociant Maire de Rambervillers (1874-1881) |
| 1889-1895         | Baron Charles de Ravinel                            | Droite                   | Maire de Nossoncourt - Ancien député (1871-1876)                                                                                                |
| 1895-1907         | Pierre Lardier                                      | Républicain              | Médecin Maire de Rambervillers (1894-1904) |
| 1907-1913         | Paulin Lahalle                                      | Républicain Progressiste | Médecin Maire de Rambervillers (1904-1912 et 1919-1925)                                                                                         |
| 1913-1919         | Gabriel Bailly                                      | Rad.                     | Bonnetier Maire de Rambervillers (1912-1919 et 1925-1935)                                                                                       |
| 1919-1925         | François de Ravinel                                 | Conservateur             | Propriétaire Maire de Nossoncourt (1905-1944)                                                                                                   |
| 1925-1935 (décès) | Gabriel Bailly                                      | Rad.                     | Bonnetier Maire de Rambervillers (1912-1919 et 1925-1935)                                                                                       |
| 1935-1940         | Georges Rousselot                                   | RG                       | Bonnetier Maire de Rambervillers (1935-1944) Nommé conseiller départemental en 1943                                                             |
|                   |                                                     |                          | |
| 1945-1976         | Jean Vilmain                                        | CNIP                     | Industriel Conseiller municipal de Rambervillers (1945-1953) Président du Conseil Général (1953-1976) Président du Conseil Régional (1974-1976) |
| 1976-1982         | René Jeanvoine                                      | PS                       | Enseignant Adjoint au Maire de Rambervillers (1971-1977)                                                                                        |
| 1982-1998 (décès) | Pierre Kempf                                        | UDF-PR puis DL           | Industriel Maire de Rambervillers (1971-1989)                                                                                                   |
| 1998-2001         | Gérard Keller                                       | PS                       | Principal-adjoint de collège Maire de Rambervillers (2001-2014)                                                                                 |
| 2001-2015         | Martine Gimmilaro-Weitmann                          | UMP                      | Professeur de mathématiques Conseillère municipale de Rambervillers depuis 2001 Elue en 2015 dans le Canton de Saint-Dié-des-Vosges-2           |

### Conseillers d'arrondissement (de 1833 à 1940)
Le canton de Rambervillers avait deux conseillers d'arrondissement.
| Période                                  | Période      | Identité                                        | Étiquette   | Qualité |
| ---------------------------------------- | ------------ | ----------------------------------------------- | ----------- | --- |
| 1833                                     | 1845         | Sébastien Deguerre (1778-1848)                  |             | Médecin à Rambervillers                                                                                                 |
| 1833                                     | 1836         | Félix Robillot (1798-1867)                      |             | Maitre de forges, négociant à Épinal, ancien maire de Rambervillers (1830-1833) Nommé Sous-Préfet de Remiremont en 1845 |
| 1836                                     | 1842         | Charles Ferdinand Casimir Colombier (1772-1848) |             | Maitre de forges à Autrey                                                                                               |
| 1842                                     | 1848         | François-Marc Retournard (1806-1874)            |             | Négociant à Rambervillers                                                                                               |
| 1845                                     | 1848         | Baron Louis de Ravinel                          |             | Avocat, maire de Nossoncourt                                                                                            |
|                                          |              |                                                 |             | |
|                                          | 1884 (décès) | Victor Petit (1822-1884)                        |             | Maire de Rambervillers                                                                                                  |
| mai 1884                                 | 1886 (décès) | Auguste Bédel                                   | Républicain | Rentier, adjoint au maire de Rambervillers                                                                              |
|                                          |              |                                                 |             | |
| 1919                                     | 1934         | Jules Michel                                    |             | Cultivateur, Président du Syndicat d'élevage du cheval de trait ardennais                                               |
| 1934                                     | 1940         | Joseph Aubry                                    |             | Cultivateur, maire de Jeanménil                                                                                         |
| 1940                                     |              |                                                 |             | Les conseils d'arrondissement ont été suspendus par la loi du 12 octobre 1940 et n'ont jamais été réactivés             |
| Les données manquantes sont à compléter. |              |                                                 |             | |

## Démographie
| 1962   | 1968   | 1975   | 1982   | 1990   | 1999   | 2006   | 2011   | 2012   |
| ------ | ------ | ------ | ------ | ------ | ------ | ------ | ------ | ------ |
| 14 004 | 13 892 | 13 279 | 12 831 | 12 436 | 12 814 | 12 995 | 13 101 | 13 123 |